# Bim bum bam (programma televisivo 1976)
Bim bum bam è stato un programma televisivo italiano andato in onda per una edizione e 23 puntate sulla Rete 2 della Rai dal 18 febbraio al 22 agosto 1976.

## Caratteristiche
Diretto da Gian Maria Tabarelli, scritto da Roberto Dané e Ludovico Peregrini e condotto da Bruno Lauzi, Peppino Gagliardi e Bruna Lelli il programma, che andava in onda dal Centro di produzione Rai di Milano, inizialmente veniva trasmesso alle 19:00; dopo alcune puntate fu spostato in prima serata alle 20:30. Era un varietà musicale suddiviso in tre parti, dove all'inizio di ciascuna trasmissione i tre conduttori stabilivano, tramite il gioco Pari o dispari, conosciuto anche come "Bim bum bam" (da qui il titolo), chi doveva condurre, chi doveva interpretare una propria canzone e chi doveva cantare la sigla di chiusura.
La prima parte si occupava della musica per tre fasce d'età: dai 18 anni (curata da Bruno Lauzi), dai 30 anni (curata da Peppino Gagliardi) e dai 50 anni (curata da Bruna Lelli), con la partecipazione, in ogni puntata, di quattro ospiti affermati più un quinto ospite denominato "voce nuova"; la seconda parte riguardava problemi e segreti legati al mondo musicale esposti attraverso una serie di filmati; nella terza parte si affrontavano fatti e personaggi musicali di un determinato anno (dal 1946 al 1968, un anno per puntata) mostrati attraverso alcuni documentari.
Nella sigla di chiusura venivano citati trii famosi (Qui, Quo e Qua, il Gre-No-Li e altri). Tra gli ospiti che hanno partecipato alle puntate, si segnalano Aura D'Angelo, Gigi Proietti (che cantò la Ballata di Carini, sigla dello sceneggiato L'amaro caso della baronessa di Carini) Al Bano e Ivan Graziani.
Alcuni degli interventi musicali furono riproposti nelle puntate di Techetechete'. La piattaforma Rai Play non ha ancora reso disponibili in streaming le puntate integrali.